# Thambeta haigi
Thambeta haigi är en fjärilsart som beskrevs av Collenette 1953. Thambeta haigi ingår i släktet Thambeta och familjen tofsspinnare. Inga underarter finns listade i Catalogue of Life.